# Bartkevičius
Bartkevičius ist ein litauischer männlicher Familienname.

## Personen
- Kęstutis Bartkevičius (*  1961),  Politiker, stellvertretender Bürgermeister von Mažeikiai, Mitglied im Seimas
- Laisvūnas Bartkevičius (* 1966),  Politiker, Vizeminister